# Museo Comarcal de Berga
El Museo Comarcal de Berga se encuentra en el municipio barcelonés de Berga, cabecera de la comarca del Bergadá.

## El edificio
Había sido instalado desde su creación en unas dependencias de la planta baja y del sótano del Ayuntamiento, pero hoy en día se encuentra en el edificio de los antiguos cuarteles militares (construidas en 1932 por el arquitecto novecentista Josep Goday como sede de la Colonia Escolar Permanente del Ayuntamiento de Barcelona en Berga). Este edificio, en 1939 y una vez acabada la última guerra civil española, pasó a ser cuartel militar, hasta 1996 en qué fue adquirido por el Ayuntamiento de la ciudad para usos culturales.

## Historia
Se creó por iniciativa municipal en 1962 con el objetivo de reunir y de proteger el patrimonio histórico y artístico de la ciudad y de la comarca, si bien no funcionó plenamente abierto al público hasta el año 1980. El museo se instaló en unas dependencias de la Casa de la Villa y se constituyó con colecciones de carácter y procedencia muy diversos: las colecciones de arqueología provienen de excavaciones hechas en la comarca durante los años sesenta y setenta, los fondos de geología y paleontología proceden de donaciones particulares, los de etnología y oficios son el resultado de diferentes adquisiciones y donaciones, y la colección de material de la fiesta de la Patum es de origen municipal.
El museo está configurado en torno a cinco ámbitos generales: el medio natural; historia: las bases para la industrialización; industrialización: el textil; industrialización: minería del carbón, y el Bergadano: cuna de cultura.

## Las colecciones
El museo conserva un amplio y variado fondo histórico, etnológico y de ciencias naturales relativo a la ciudad de Berga y la comarca. La sección de ciencias naturales está conformada por las colecciones de geología y la de restos paleontológicos del Bergadá. La sección de historia reúne unas colecciones que comprenden un amplio periodo desde la Prehistoria hasta la época moderna. De época prehistórica se conservan los hallazgos arqueológicos provenientes de los yacimientos de la comarca, principalmente de época neolítica y de la Edad del Bronce. Especialmente significativos son los utensilios de la Balma de los Osos (Berga), de la Cueva de Can Maurí (Berga), de la Roca Roja (Berga) y del Canal de los Avellanos (Berga). Entre los restos arquitectónicos y artísticas de época medieval son relevantes un sarcófago del Monasterio de Sant Pere de Graudescales (Navès), un vaso arábigo proveniente de la Iglesia de San Quirico de Pedret (Serchs), la tapa de un sepulcro de un caballero de Puigreig y el conjunto de objetos cerámicos encontrados en los hornos de Casampons. Del siglo XVIII el museo conserva los restos arquitectónicos y artísticos de las iglesias barrocas desaparecidas durante la última Guerra Civil. De los últimos dos siglos son importantes los testimonios de una de las industrias que fueron el motor económico del Bergadá durante siglos: las industrias textiles, instaladas aprovechando el caudal de agua del río Llobregat. Es importante también la colección de numismática, con monedas de todas las épocas y procedencias entre las cuales se destaca la moneda bizantina de Teodosio II (siglo V) encuentro a la Roca Roja (Berga).
A la sección etnográfica destacan la reproducción de una cocina de labrador típica berguedana con los muebles y los enseres característicos, así como los útiles del trabajo agrícola de la zona, y una colección importante de herramientas y enseres de oficios tradicionales ya desaparecidos: alpargatero, guarnicionería, zuecos, carpintero, hilandero de lana, etc. También se  exponen algunas armas históricas: balas, sables, carabinas, fusiles y la imagen de un trabuco fabricado en Berga.
Por otro lado, de la muestra fotográfica destacan las imágenes de las fiestas de la Patum y la Fía-Faia, la danza de Falgars o la antigua ceremonia realizada en el cementerio viejo de Berga.

## Datos de interés
- Dirección: calle de Àngels, 7 - 08600 Berga
- Teléfono  938 211 384
- Fax  938 221 155
- Correo electrónico: aj022.ofturisme@ajberga.es
- Temática: Ciencia y Técnica - Historia - Geología y Paleontología - Etnología
- Servicios: Visitas guiadas
- Titularidad: Pública
- Gestión: Ayuntamiento de Berga
- Actividades: Exposiciones temporales y talleres didácticos
- Museo inscrito al Registro de Museos de Cataluña (R 17-10-1995 / DOGC 3-11-1995).
- Coordenadas GPS: X: 1.84574, Y: 42.10439